# Ducorps' kaketoe
Ducorps' kaketoe (Cacatua ducorpsii) is een vogel uit de orde Papegaaiachtigen en de familie Kaketoes. Deze vogel is genoemd naar de Franse marineofficier Louis Jacques Ducorps (1811-1892).

## Uiterlijk
De vogel wordt ongeveer 30 cm groot. Het verenkleed is overwegend wit. Ze hebben een dunne blauwe oogring en een witte kuif. De krachtige snavel en poten zijn lichtgrijs van kleur. De vogel is te verwarren met de kleinere Goffins kaketoe en de grotere witkuifkaketoe.

## Leefomgeving
Deze kaketoe is endemisch in de Salomonseilanden waar het een algemeen voorkomende soort is. Alleen van Makira naar het zuiden komt de vogel niet voor. De vogel leeft in de primaire en secundaire laagland regenwouden en open gebieden.

## Voedsel
Het voedsel van deze kaketoe soort is voornamelijk vegetarisch. Op het menu staan zaden, vruchten, noten en bessen soms aangevuld met kleine insecten.

## Voortplanting
Ducorps' kaketoe nestelt in holen in bomen. De eieren zijn wit en er zijn meestal twee eieren in een leg. Na een broedtijd van 25 dagen komen de eieren uit. De jongen verlaten na 60 tot 62 dagen het nest.